# 大庭郡
- 令制国一覧 > 山陽道 > 美作国 > 大庭郡
- 日本 > 中国地方 > 岡山県 > 大庭郡

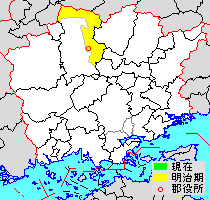
岡山県大庭郡の位置

大庭郡（おおばぐん）は、岡山県（美作国）にあった郡。

## 郡域
1878年（明治11年）に行政区画として発足した当時の郡域は、真庭市の一部（勝山・横部・岡・柴原を除く旭川より北東）にあたる。

## 歴史
古くは「おおにわ」「おおば」の2種類の読み方があったが、1878年（明治11年）の郡区町村編制法施行時に「おおば」に統一された。

### 近世以降の沿革
- 「旧高旧領取調帳」に記載されている明治初年時点での支配は以下の通り。（59村）

| 知行         | 知行                   | 村数 | 村名 |
| ------------ | ---------------------- | ---- | --- |
| 幕府領       | 津山藩預地             | 26村 | 三坂村、山久世村、下見村、法界寺村、釘貫小川村、都喜足村、三世七原村、久見村、社村、下湯原村、湯本村、田羽根村、初和村、真加子村、下和村、吉田村、別所村、下長田村、上長田村、富掛田村、下福田村、中福田村、上福田村、湯船村、下徳山村、上徳山村 |
| 藩領         | 美作津山藩             | 32村 | 余野上村、余野下村、樫村西谷、樫村東谷、鴻殖分、久世村山方、久世村原方、中島村、鍋屋村、多田村、台金屋村、目木村、目木村上分、三崎河原村、中原分、大庭村、上河内村西谷分、上河内村東谷上分、上河内村東谷下分、上河内村中分、上河内村下分上組、上河内村下分下組、上河内村当免分、下河内村上分、下河内村下分、赤野村、西原村、田原村、古見村原方、古見村山方、野川村、平松村 |
| 幕府領・藩領 | 津山藩預地・美作勝山藩 | 1村  | 富山根村 |

- 慶応4年5月16日（1868年7月5日） - 津山藩預地が倉敷県の管轄となる。
- 明治2年7月4日（1869年8月11日） - 勝山藩が改称して真島藩となる。
- 明治4年
  - 7月14日（1871年8月29日） - 廃藩置県により、藩領が津山県、真島県の管轄となる。
  - 11月15日（1871年12月26日） - 第1次府県統合により、全域が北条県の管轄となる。
- 明治5年（1872年） - 以下の村の統合が行われる。（46村）
  - 樫村 ← 樫村西谷、樫村東谷、鴻殖分
  - 久世村 ← 久世村山方、久世村原方
  - 上河内村 ← 上河内村西谷分、上河内村東谷上分、上河内村東谷下分、上河内村中分、上河内村下分上組、上河内村下分下組、上河内村当免分
  - 下河内村 ← 下河内村上分、下河内村下分
  - 古見村 ← 古見村原方、古見村山方
  - 目木村上分が目木村に、中原分が三崎河原村にそれぞれ合併。
- 明治9年（1876年）4月18日 - 第2次府県統合により岡山県の管轄となる。
- 明治11年（1878年）9月29日 - 郡区町村編制法の岡山県での施行により、行政区画としての大庭郡が発足。郡役所が久世村に設置。
- 明治13年（1880年） - 樫村が分割して樫西村・樫東村となる。（47村）
- 明治14年（1881年）（49村）
  - 上河内村の一部が分立して中河内村となる。
  - 三崎河原村の一部が分立して中原村となる。
- 明治22年（1889年）6月1日 - 町村制の施行により、以下の各村が発足。全域が現・真庭市。（10村）
  - 久世村 ← 久世村、中島村、多田村、三坂村、山久世村、鍋屋村
  - 徳田村 ← 上徳山村、下徳山村、上福田村、湯船村
  - 中和村 ← 下和村、吉田村、別所村、真加子村、初和村
  - 県村 ← 中福田村、富掛田村、富山根村、下福田村、上長田村、下長田村
  - 神湯村 ← 湯本村、下湯原村、田羽根村、三世七原村、久見村、社村、釘貫小川村、都喜足村
  - 樫野村 ← 樫西村、樫東村、余野下村、余野上村
  - 米来村 ← 台金屋村、目木村、三崎村、中原村
  - 河内村 ← 上河内村、中河内村、下河内村
  - 大庭村 ← 平松村、古見村、野川村、大庭村
  - 河陽村 ← 西原村、田原村、下見村、法界寺村、赤野村
- 明治27年（1894年）4月1日 - 「大庭真島郡役所」が真島郡勝山村に設置され、同郡とともに管轄。
- 明治29年（1896年）2月26日 - 久世村が町制施行して久世町となる。（1町9村）
- 明治33年（1900年）4月1日 - 郡制の施行により、「大庭真島郡役所」の管轄区域をもって真庭郡が発足。同日大庭郡廃止。

## 行政
歴代郡長
| 代 | 氏名 | 就任年月日                | 退任年月日                | 備考 |
| -- | ---- | ------------------------- | ------------------------- | ---- |
| 1  |      | 明治11年（1878年）9月29日 |                           |      |
|    |      |                           | 明治27年（1894年）3月31日 | 廃官 |

大庭・真島郡長
| 代 | 氏名 | 就任年月日               | 退任年月日                | 備考                           |
| -- | ---- | ------------------------ | ------------------------- | ------------------------------ |
| 1  |      | 明治27年（1894年）4月1日 |                           |                                |
|    |      |                          | 明治33年（1900年）3月31日 | 真島郡との合併により大庭郡廃止 |